# Putativo
Se denomina putativo a algo (cosa o situación) o alguien (una persona) que se le atribuye, por error excusable, una calidad que no tiene. Deriva del latín putatīvus, que indica ʽreputadoʼ o ʽconsideradoʼ (derivado del verbo putare, ʽpensarʼ o ʽconsiderarʼ).
En este sentido, reputar a un individuo como putativo (ya sea como padre, hermano, etc., sin serlo de una forma biológica) puede considerarse como un gesto de cariño, estimación o agradecimiento hacia una o varias personas en particular.
Entre los ejemplos más conocidos está el de José, considerado en la tradición cristiana como el padre putativo de Jesús, al no ser su padre biológico sino su padre legal y terrenal. En este caso se hace referencia al padre putativo y al hijo putativo.

## Derecho
El término se emplea también ampliamente en derecho para calificar algo que supuestamente tiene visos de legalidad, sin llegar a consumarse. Por ejemplo:
- Heredero putativo: el que de buena fe, cree ser heredero por tener un testamento a su favor, aunque realmente exista otro más reciente a favor de otra persona.
- Delito putativo o delito imaginario: tiene lugar cuando alguien efectúa una acción en el convencimiento de que es una conducta prohibida por la ley, no siéndolo.[2] En el delito putativo se da un error de prohibición: la persona cree que algo está prohibido pero no lo está, y por lo tanto, en virtud del principio de legalidad, el delito putativo no está penado. El acto contrario al delito putativo es cuando una persona comete un delito desconociendo su ilegalidad. En ese caso, si bien el principio general es que el desconocimiento de la ley no exime de su cumplimiento, se admite en ciertos casos extremos de error insalvable que sea una causa de exención de la responsabilidad penal.
- Matrimonio putativo: el celebrado pese a la existencia de un impedimento dirimente, pero que, por haber sido contraído de buena fe por ambas partes, se considera como válido por la necesidad práctica y por el imperativo moral de atender a la protección de los hijos habidos en él.[3]